# Louis-Désiré Véron

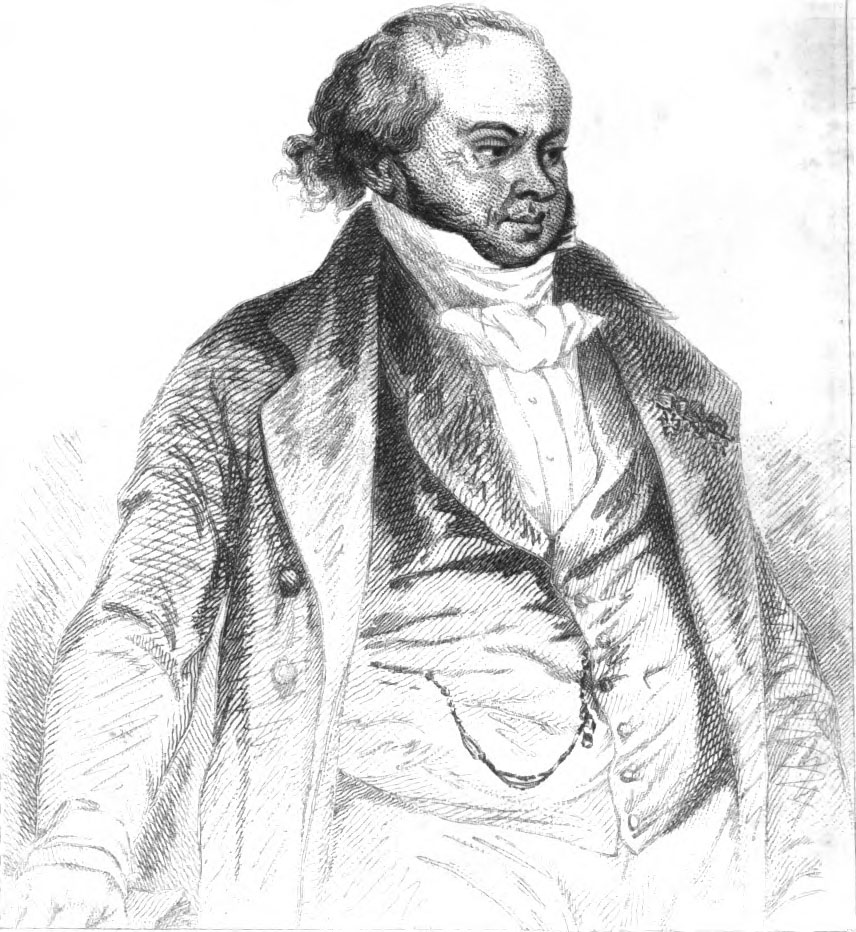
Louis Véron

Louis-Désiré Véron (1798, París - 27 de septiembre de 1867, París) fue un director de ópera y editor francés.

## Biografía
Véron hizo su fortuna gracias a la patente de medicamentos. En 1829 fundó la revista literaria Revue de París, y desde 1838 a 1852 fue dueño y director de Le Constitutionnel, donde publicó la novela de Eugene Sue, basada en la leyenda del Judío Errante. También bajo la dirección de Véron y como sugerencia, Sainte-Beuve contribuyó en el Causeries du lundi, un ejemplo pionero de las actuales columnas periodísticas.
Verón es reconocido en la historia por haber dirigido desde 1831 a 1835 la Ópera de París. El gobierno posterior a la Revolución de julio de 1830, quiso descargarse de los altos costes y responsabilidades ligados a esta institución, la cual había estado bajo control estatal desde su creación. Véron vio en la ópera un enorme potencial para ser adaptada a los nuevos gustos burgueses, y atrayendo un nuevo público. Solicitó hacerse cargo de la franquicia y lo consiguió, además de un pequeño subsidio estatal.
Trabajó con diseñadores de talento (como Duponchel), compositores (como Meyerbeer, Auber y Fromental Halévy), y libretistas como Eugene Escribano y Casimir Delavigne, y contrató a los más renombrados cantantes de su época, como Adolphe Nourrit y Cornélie Halcón, para crear con ellos el género conocido como Grand Opera. La primera producción bajo la dirección de Véron, fue Robert le diable (21 de noviembre de 1831) de Meyerbeer que supuso el inicio de una nueva era en la ópera francesa. Cuando el gobierno decidió reducir el subsidio en 1835, Véron se retiró prudentemente, después de haber obtenido un notable provecho económico.
En 1852 Véron fue elegido miembro del Cuerpo Legislativo (organismo predecesor de la Cámara de Diputados francesa). Sus memorias "Memoires d'un bourgeois de París (1853-1855)" son el retrato de su vida y de su tiempo.

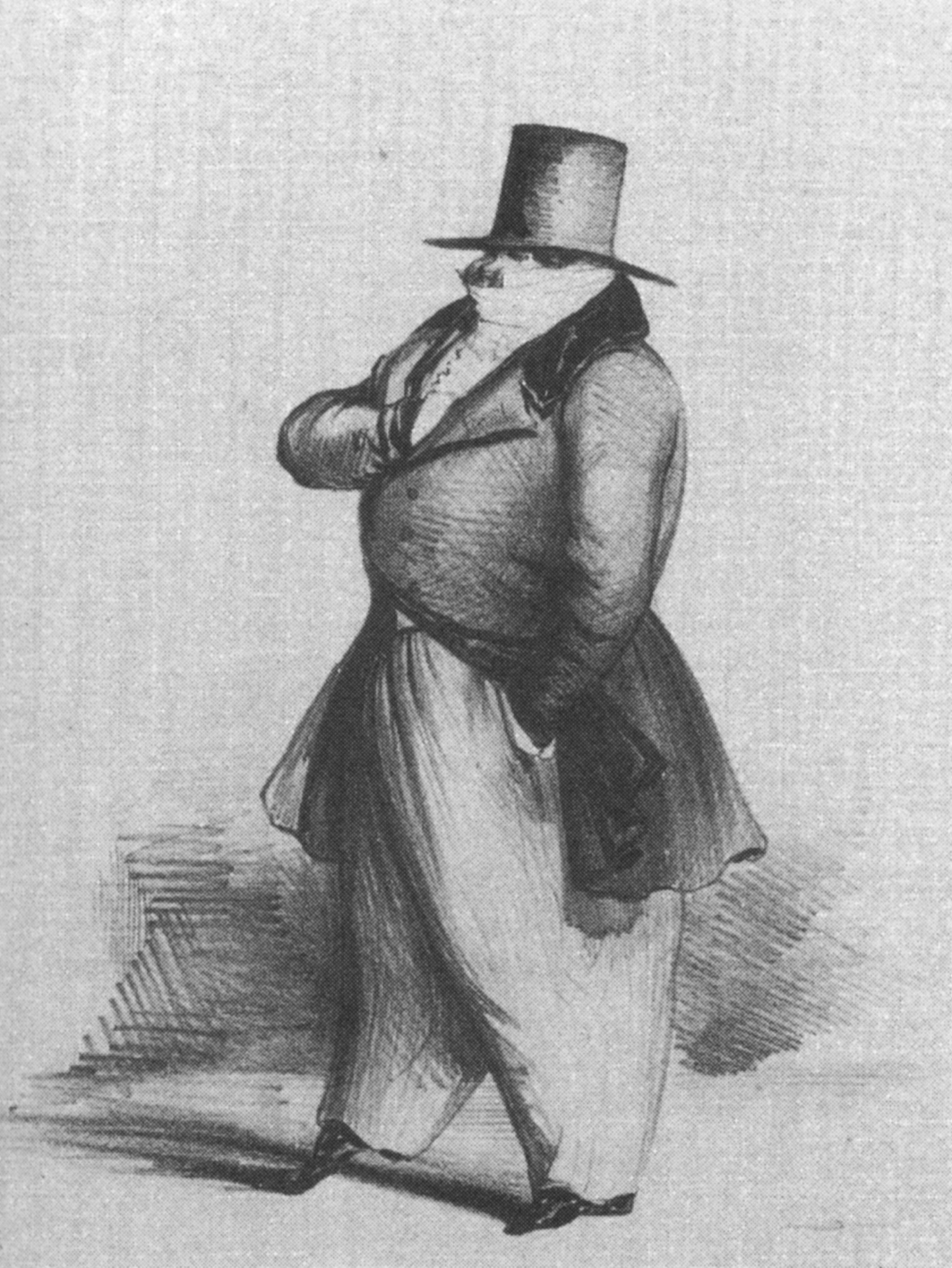
Gag de Louis Véron

Véron era una persona excéntrica en su aspecto y comportamiento. Un contemporáneo, Philarete Chasles, le describe de la siguiente manera:

Ruddy, con una cara marcada por la viruela, casi sin nariz, escrófula, su cuello envuelto en una tela que lo protegía y escondía su aflicción, barrigón; [ ... ] La boca sonriente, labios gruesos, pelo raro, cejas ausentes, vestido como un pequeño lacayo que quiere imitar a su maestro con cierto tono amanerado (citados en Kelly, 2004 – ver abajo).

## Obras
- Véron, Louis Désiré.  Mémoires d'un Bourgeois de Paris, 5 Vol. in French (ISBN 0543990567, ISBN ?, ISBN 1-4212-4316-4, ISBN 0-543-99050-8, ISBN 0-543-99048-6)
- Véron, Louis Désiré.  L'Opéra de Paris. (ISBN 2876230089)

- Datos: Q3263306
- Multimedia: Louis Véron / Q3263306